# 3,6-二氢-1,3-噻嗪-3,5-二甲酸
3,6-二氢-1,3-噻嗪-3,5-二甲酸是一种有机化合物，化学式为C6H7NO4S。它是一种天然存在的含硫氨基酸代谢物，存在于哺乳动物的大脑和中枢神经系统中。
它可由半胱氨酸的衍生物（如L-半胱氨酸乙酯盐酸盐）和溴丙酮酸的缩合反应制得。